# Удайпур

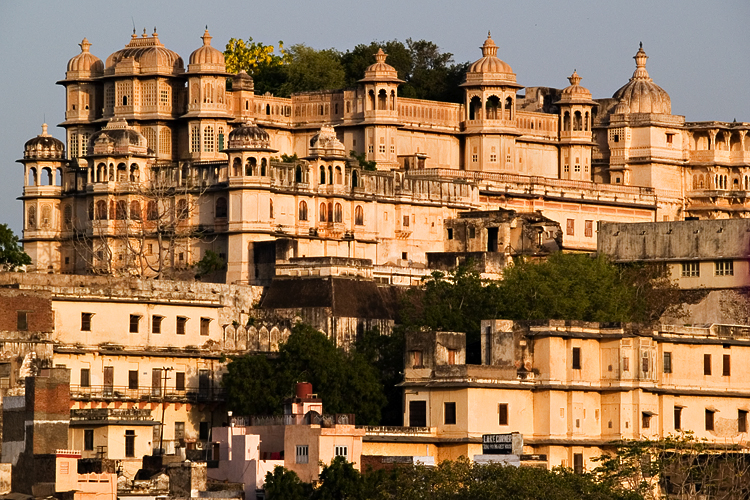
Большой дворец раджи в Удайпуре.

Удайпу́р (радж. उदैपर) — город в индийском штате Раджастхан, центр одноимённого округа. В прошлом — столица раджпутского княжества Мевар, известного с VIII века. Население — 475 150 жит. (по переписи 2011 года).
Исторически столицей Мевара был Читторгарх. Местный правитель считался старшим из всех раджпутских князей. После разорения Читтогарха могольскими войсками под предводительством Акбара, раджа Удай Сингх II выбрал возвышенное место и начал в 1570 году строительство новой укреплённой резиденции.
В настоящее время Удайпур соперничает с Джайпуром и Джодхпуром за звание главного туристического центра Западной Индии. Город полон живописных дворцов, расположенных по берегам озёр, которыми Удайпур издавна славится.
Среди наиболее известных памятников Удайпура — комплекс дворца раджей (XVI—XVIII века), Озёрный дворец из белого мрамора и дворец Джаг-Мандир, в котором Шах-Джахан скрывался от гнева своего отца Джахангира.

## Климат
| Показатель                    | Янв. | Фев. | Март | Апр. | Май  | Июнь | Июль  | Авг.  | Сен. | Окт. | Нояб. | Дек. | Год   |
| ----------------------------- | ---- | ---- | ---- | ---- | ---- | ---- | ----- | ----- | ---- | ---- | ----- | ---- | ----- |
| Средний суточный максимум, °C | 24,3 | 27,0 | 32,6 | 37,3 | 39,7 | 37,3 | 32,0  | 30,2  | 32,3 | 33,4 | 29,4  | 25,5 | 31,7  |
| Средняя температура, °C       | 15,7 | 18,1 | 23,6 | 28,8 | 32,3 | 31,7 | 28,3  | 26,7  | 26,8 | 25,2 | 20,6  | 16,6 | 24,5  |
| Средний суточный минимум, °C  | 7,0  | 9,3  | 14,6 | 20,2 | 25,0 | 26,1 | 24,5  | 23,2  | 21,4 | 16,9 | 11,8  | 7,8  | 17,3  |
| Норма осадков, мм             | 2,4  | 13,8 | 6,2  | 5,2  | 16,9 | 75,2 | 175,1 | 195,3 | 89,4 | 16,3 | 12,8  | 2,9  | 611,5 |
| Источник:                     |      |      |      |      |      |      |       |       |      |      |       |      |       |

## Отражение в культуре
Удайпур упоминается в «Книге джунглей» Киплинга как место рождения пантеры Багиры.
Съёмки и действие немецкого культового фильма Индийская гробница (1938) и Бенгальский тигр (1959) проходили в Удайпуре.
В Удайпуре снималась индийская часть сюжета фильма «Осьминожка» из сериала о Джеймсе Бонде: сцены во дворце Хана снимали в Муссонном дворце, в качестве дома «Осьминожки» был снят Озёрный дворец.

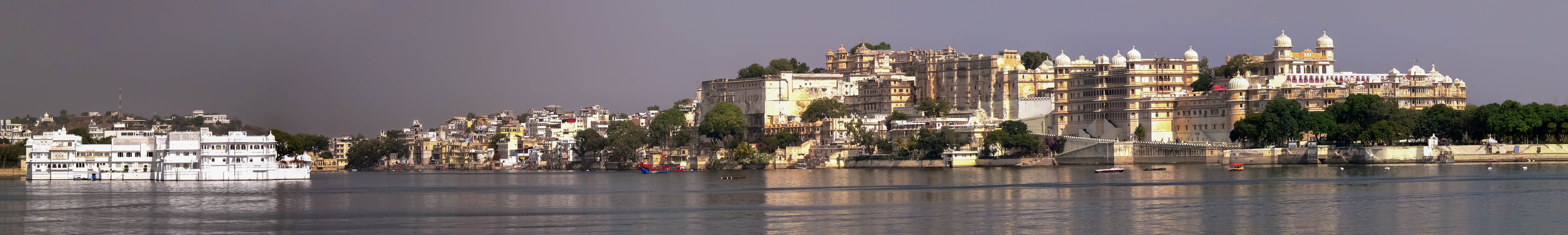
Вид на Удайпур с острова Джаг-Мандир.